# Abel Briquet (géologue)
Pour les articles homonymes, voir Abel Briquet et Briquet (homonymie).
Abel Briquet, né le 25 février 1874 à Douai et mort le 28 juin 1952 à Acheux-en-Amiénois, est un géologue français, adjoint au Service de la Carte géologique d'Alsace et de Lorraine (en 1931).

## Biographie
Abel Briquet obtient le doctorat d'État ès lettres, sous la direction de A Demangeon en 1930. Il est lauréat du prix Jules Girard de la Société de géographie pour sa thèse en 1931. Il est membre de la Société géologique du Nord.
Ses travaux portent notamment sur les thèmes suivants : Morphologie littorale, géologie, Picardie, Artois, Somme.

## Publications
Abel Briquet publie notamment chez Persée sa thèse intitulée Le littoral du Nord de la France et son évolution morphologique, 1930,, ainsi que les travaux qu'il a effectués.